# Ahmed Ben Soueid
 (mars 2021).
Si vous disposez d'ouvrages ou d'articles de référence ou si vous connaissez des sites web de qualité traitant du thème abordé ici, merci de compléter l'article en donnant les références utiles à sa vérifiabilité et en les liant à la section « Notes et références ».
Ahmed Ben Soueid est un footballeur libyen reconverti en entraîneur.

## Biographie
Originaire de Benghazi, Ben Soueid est l'un des meilleurs joueurs de l'histoire du football libyen. Ayant joué toute sa carrière avec l'équipe d'Alahly Benghazi, il fait la renommée de ce club durant les années 1960 avec qui il devient le meilleur buteur de son histoire. Lors des saisons 1963-1964 et 1964-1965, il est élu meilleur buteur du championnat national avec respectivement 19 et 18 buts. 
Il est également connu pour être le plus grand buteur de l'histoire de la sélection nationale en marquant plus de 50 buts. Il détient un record inégalé pendant un moment lors de la rencontre du 1er avril 1966 face au sultanat de Mascate et d'Oman en marquant 9 buts dans ce seul match. Le match qui se termine sur le score écrasant de 21-0, reste de nos jours la plus large victoire de la Libye.
Ahmed Ben Soueid se reconvertit ensuite en tant qu'entraîneur. Il prend la tête de la sélection libyenne en 1989. Le libyen Hashimi El-Bahlul lui succédera.